# Strichmännchen

Ein Strichmännchen

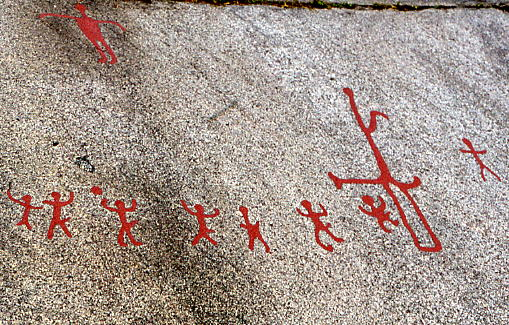
Strichmännchen aus der Bronzezeit: die Felsritzungen von Tanum

Ein Strichmännchen ist ein stark stilisiertes Bild eines Menschen, dessen Gliedmaßen nur durch einfache Striche dargestellt werden. Grundsätzlich kann zwischen handgezeichneten Strichmännchen und Strichmännchen in Form von Vektorgrafiken unterschieden werden.
Strichmännchen reduzieren ein Lebewesen auf das Wesentliche. Trotzdem können Strichmännchen sehr gut Gefühle und Emotionen ausdrücken, weshalb Strichmännchen-Gesichter als Vorlage für Emoticons dienten. Auch wenn Strichmännchen zweidimensional (2D) sind, können diese – insbesondere in Filmen oder kinematischen Darstellungen – auch dreidimensional (3D) dargestellt werden.

## Statische Strichmännchen

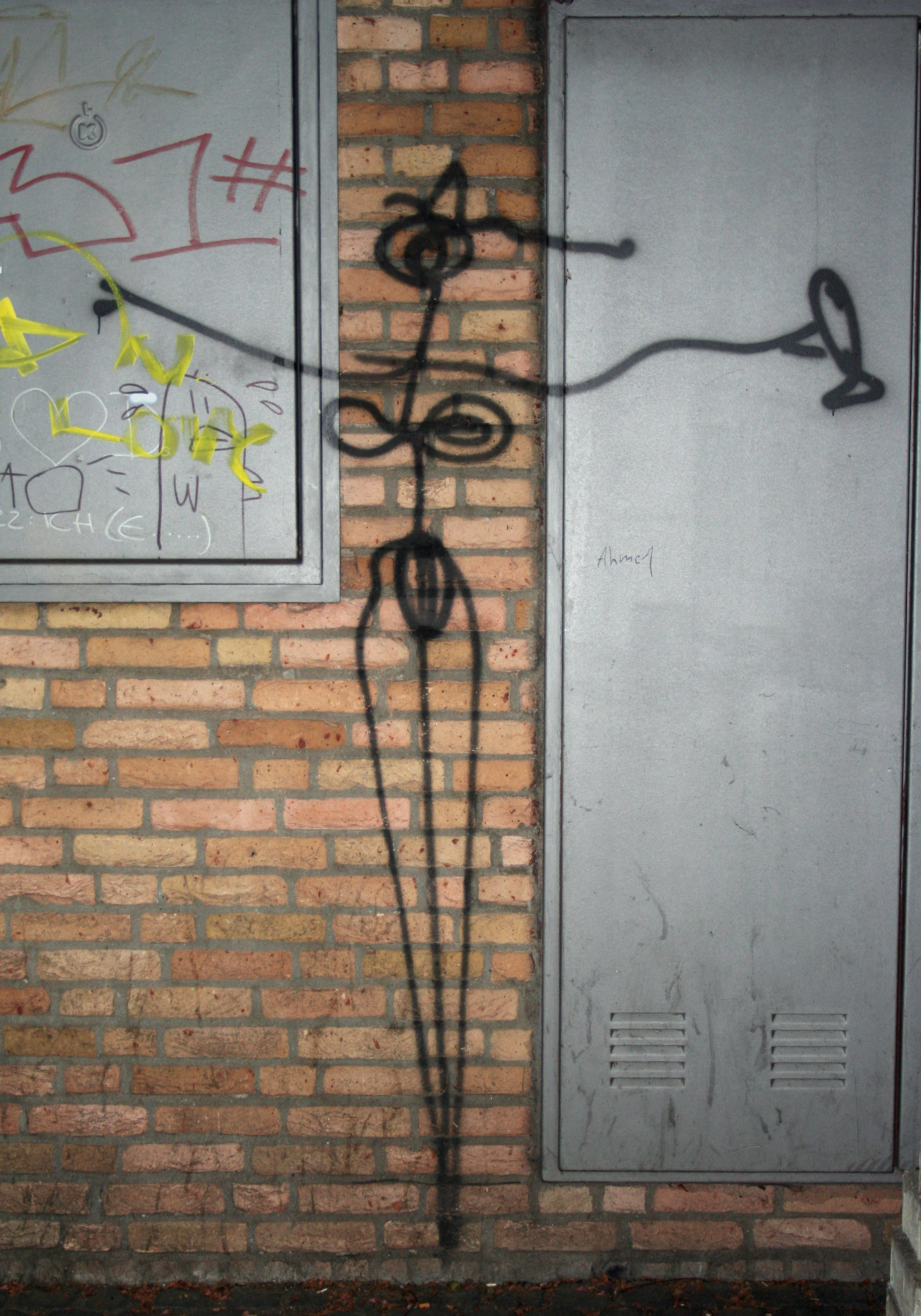
Fischfrau von Harald Naegeli

Ähnlich wie Kopffüßler sind Strichmännchen ein typisches Element von Kinderzeichnungen gegen Ende der Kopffüßlerphase – einem frühen Stadium des Zeichnenlernens.
Strichmännchen kommen häufig in Piktogrammen vor, um Informationen sprachunabhängig oder möglichst schnell zu vermitteln, beispielsweise auf vielen Verkehrsschildern.
In der Unified Modeling Language werden Strichmännchen zur Darstellung von Akteuren verwendet.
Auch in Werke der Kunst haben Strichmännchen Eingang gefunden. So sind sie etwa seit 1960/61 häufig auf Gemälden von A. R. Penck zu finden. Laut Lucius Grisebach verdeutlichen sie hier „in ihrer Haltung und ihrer Aktion ein Geschehnis, Beziehungen, Kräfte.“ Auch für Keith Harings Werke sind die Strichmännchen typisch. Ein weiterer Künstler, der seinen Intentionen durch das Zeichnen bzw. Aufsprayen von Strichmännchen Ausdruck verleiht, ist Harald Naegeli, der „Sprayer von Zürich“. Matt Mullican hat eine Serie von Zeichnungen des Strichmännchens „Glen“ geschaffen, der die Wahrnehmung der Kunst hinterfragt.
Strichmännchen kommen auch in der Literatur vor, zum Beispiel in der Sherlock-Holmes-Geschichte The Adventure of the Dancing Men. Besonders häufig sind Strichmännchen in Cartoons und Comics vertreten. Viel ältere Zeugnisse von Strichmännchen finden sich in der hieroglyphischen Schrift (eine Bilderzeichenschrift und die älteste geschriebene Form von antiker ägyptischer Sprache).

## Strichmännchen in Bewegung

Animiertes Strichmännchen

Strichmännchen aus dem Spiel N

Strichmännchen werden – insbesondere wegen ihrer einfachen Struktur – gerne für Animationen verwendet, so z. B. in Daumenkinos.
Die Filmkarriere der Strichmännchen begann früh und ist noch nicht zu Ende. Bereits 1908 wurde der Film „Fantasmagorie“ von Émile Cohl gedreht. In den letzten Jahren sind eine ganze Reihe weiterer Kurzfilme mit Strichmännchen von verschiedenen Filmemachern entstanden. Diese sind meistens als Vektorgrafiken in Flash programmiert, z. B. „XiaoXiao“ des chinesischen Künstlers Zhu Zhiqiang oder „The Course“ von Will Saunders.
Auch Spielentwickler haben Strichmännchen für sich entdeckt, z. B. Istvan Orosi mit der Flash-Game-Serie „Stickman Sam“, Robin Allen mit „Hapland“, „N“ von Metanet Software oder Zhu Zhiqianq mit XiaoXiao.
In den Sportwissenschaften werden Strichmännchen-Darstellungen für die kinematische Erfassung und Analyse von Bewegungsabläufen sowie zur Verdeutlichung von Bewegungen eingesetzt. Mit Videokameras können sportliche Aktivitäten aufgenommen und mit spezieller Software in Strichmännchen-Darstellungen umgewandelt werden. Die Umwandlung basiert auf Modellen, die den menschlichen Körper in eine unterschiedliche Anzahl von Segmenten unterteilen. Hodgins verwendet zur Repräsentation eines Turners z. B. 15 Segmente, das wesentlich komplexere „Jack“-Modell 69 Segmente.